# Дюзюрд
Дюзюрд (азерб. Düzyurd) — село в Кедабекском районе Азербайджана.

## География
Расположено на реке Дашбулак, в 4,5 км к юго-востоку от райцентра Кедабек.

## История
Село Розалионовка основано во 2-й половине XIX века русскими переселенцами из центральных губерний России. До революции входило в состав Елизаветпольского уезда Елизаветпольской губернии. К 1917 году в селе проживало 565 человек. Русское население покинуло село в 1918 г., продав всё имущество жителям соседних сел Кедабек, Далляр и Гергер.